# Brachyotum parvifolium
Brachyotum parvifolium är en tvåhjärtbladig växtart som beskrevs av Célestin Alfred Cogniaux. Brachyotum parvifolium ingår i släktet Brachyotum och familjen Melastomataceae. Inga underarter finns listade i Catalogue of Life.